# Synagoga w Bobowie
Synagoga w Bobowie – zbudowana w połowie XIX wieku. Podczas II wojny światowej hitlerowcy zdewastowali synagogę. Obecnie w budynku synagogi znajduje się gminny ośrodek kultury.